# 4607 Seilandfarm
4607 Seilandfarm је астероид главног астероидног појаса чија средња удаљеност од Сунца износи 2,263 астрономских јединица (АЈ).
Апсолутна магнитуда астероида је 12,5.